# Andrej Lieskovský
Andrej Lieskovský (22. listopadu 1913 Hlohovec – 17. března 1995 Bratislava) byl slovenský klarinetista, klavírista a skladatel populární hudby.

## Život
Andrej Lieskovský se narodil 22. listopadu 1913 v Hlohovci. Po maturitě na reálném gymnasiu v Nitře studoval na bratislavské konzervatoři hru na klarinet u Mikuláše Pongrácze. Vedle toho studoval soukromě skladbu u Zdenko Mikuly. Nejprve se živil hudbou, ale v letech 1939–1950 byl úředníkem ministerstva financí. Od roku 1950 byl redaktorem operetní a zábavné hudby Čs. rozhlasu v Bratislavě.
V roce 1954 založil Taneční orchestr Čs. rozhlasu v Bratislavě a komponoval taneční a estrádní skladby.

## Dílo
Je autorem více než 170 tanečních písní, které interpretovali přední slovenští zpěváci populární hudby. Mezi jeho nejznámější písně patří:
- Modrý orgován
- Na dobrú noc bozk ti dám
- Píš mi, dievča
- Nie som žiarlivá
- Nič krajšieho nepoznám
- Stále niečo zabúdam
- Hviezdna láska
- Kamila
- Don Juan
- Náladová láska
- Havana
- Môj manžel
- Chodníček vyšliapaný
- Len malú chvíľu
- Poľné kvety
- Nepoznám inú takú zem
- Vám o láske spievam
- Až bude pokosená tráva

Ke 20. výročí úmrtí vyšlo v roce 2006 album s jeho písněmi pod názvem Skryl sa mesiac. Čs. zpravodajský film použil jeho písně jako filmovou hudbu.